# Gestione governativa navigazione laghi
Gestione governativa dei servizi pubblici di linea di navigazione sui Laghi Maggiore, di Garda e di Como è un ente governativo italiano che si occupa della gestione dei servizi pubblici di navigazione del Lago Maggiore, del Lago di Como e del Lago di Garda.
Dipende dal Ministero delle infrastrutture e dei trasporti.

## Storia
La Gestione Governativa venne istituita presso il Ministero dei trasporti - Ispettorato generale della motorizzazione Civile e dei trasporti in concessione con Legge 614/57, in quanto le società concessionarie private che fino allora erogavano il servizio di navigazione lacustre, non erano più in grado di assicurarne il corretto espletamento, a causa dei danni subiti alla flotta e agli impianti fissi lacuali a seguito della seconda guerra mondiale: infatti, già dal 1948, lo Stato assicurava, tramite Gestione Commissariale, il normale servizio di navigazione.
Con il D.Lgs 422/97 viene previsto che la gestione del servizio di navigazione venisse trasferita alle Regioni interessate ed alla Provincia di Trento ma tale norma non è mai stata attuata.

## Flotta

### Lago Maggiore
Presso la Direzione di Esercizio Navigazione Lago Maggiore sono in servizio 35 navi.
| Nave                 | Immagine | Tipologia          | Bandiera | Larghezza (m) | Lunghezza(m) | Velocità max.(Km/h) | Capienza massima | Anno      | Cantiere                                               | Note                                                                              |
| -------------------- | -------- | ------------------ | -------- | ------------- | ------------ | ------------------- | ---------------- | --------- | ------------------------------------------------------ | --------------------------------------------------------------------------------- |
| Piemonte             |          | Piroscafo          |          | 6,20          | 51,20        | 21,75               | 440              | 1904      | Escher Wyss (Zurigo)                                   | Ristrutturata nel 2006.                                                           |
| Airone               |          | Motonave           |          | 5,35          | 24,17        | 25,00               | 132              | 2008-2013 | Cantieri Navali Chioggia (Ravenna)                     |                                                                                   |
| Pellicano            |          | Motonave           |          | 5,35          | 24,17        | 25,00               | 132              | 2008-2013 | Cantieri Navali Chioggia (Ravenna)                     |                                                                                   |
| Albatros             |          | Motonave           |          | 5,35          | 24,17        | 25,00               | 132              | 2011      | Cantieri Navali Chioggia (Ravenna)                     |                                                                                   |
| Cicogna              |          | Motonave           |          | 5,35          | 24,17        | 25,00               | 132              | 2008-2013 | Cantieri Navali Chioggia (Ravenna)                     |                                                                                   |
| Condor               |          | Motonave           |          | 5,35          | 24,17        | 25,00               | 132              | 2008-2013 | Cantieri Navali Chioggia (Ravenna)                     |                                                                                   |
| Alpino               |          | Motonave           |          | 5,64          | 32,99        | 23,00               | 270              | 1972      | Rodriquez Cantieri Navali (Messina)                    |                                                                                   |
| Camoscio             |          | Motonave           |          | 5,64          | 32,99        | 23,00               | 270              |           |                                                        |                                                                                   |
| Capriolo             |          | Motonave           |          | 5,64          | 32,99        | 23,00               | 270              |           |                                                        |                                                                                   |
| Cerbiatto            |          | Motonave           |          | 5,64          | 32,99        | 23,00               | 270              |           |                                                        |                                                                                   |
| Daino                |          | Motonave           |          | 5,64          | 32,99        | 23,00               | 270              |           |                                                        |                                                                                   |
| Stambecco            |          | Motonave           |          | 5,64          | 32,99        | 23,00               | 270              |           |                                                        |                                                                                   |
| Antares              |          | Motonave           |          | 9,10          | 41,60        | 25,00               | 460              | 2009      | Cantieri navali Tosi (Legnano)                         |                                                                                   |
| Delfino              |          | Motonave           |          | 5,90          | 42,25        | 22,00               | 460              | 1950      | Cantiere Navale di Pesaro (Pesaro)                     |                                                                                   |
| Italia               |          | Motonave           |          | 7,00          | 48,16        | 23,00               | 760              |           |                                                        |                                                                                   |
| Helvetia             |          | Motonave           |          | 7,00          | 48,16        | 23,00               | 760              |           |                                                        |                                                                                   |
| Milano               |          | Motonave           |          | 6,01          | 39,25        | 24,00               | 350              | 1952      | Cantieri Moncalvi (Pavia)                              |                                                                                   |
| Roma                 |          | Motonave           |          | 7,00          | 46,96        | 23,00               | 840              | 1957      | Cantieri Navale Breda (Venezia)                        |                                                                                   |
| Venezia              |          | Motonave           |          | 7,00          | 46,96        | 23,00               | 840              |           |                                                        |                                                                                   |
| Topazio              |          | Motonave           |          | 7,00          | 32,40 m      | 23,00               | 200              | 2019      |                                                        | Prima nave ibrida dei laghi Italiani. Varata nel 2019, entra in servizio nel 2021 |
| Torino               |          | Motonave           |          | 5,80          | 43,70        | 24,00               | 500              | 1913      | Cantieri Bacigalupo (Sampierdarena)                    |                                                                                   |
| Zeda                 |          | Motonave           |          | 10,00         | 45,10        | 25,00               | 460              | 2015      | Cantiere San Marco (La Spezia)                         |                                                                                   |
| Cigno                |          | Motoscafo          |          | 3,40          | 20,87        | 23,00               | 85               | 1953      | Cantiere Papette (Venezia)                             |                                                                                   |
| Isole di Brissago    |          | Motoscafo          |          | 3,25          | 14,60        | 15,00               | 85               | 1986      | Cantiere De Groot Beach Craft B.V. Arkel (Paesi Bassi) |                                                                                   |
| San Bernardino       |          | Motonave-Traghetto |          | 8,50          | 43,30        | 17,5                | 450              | 1960      | Cantieri Navali Breda (Venezia)                        |                                                                                   |
| San Cristoforo       |          | Motonave-Traghetto |          | 8,50          | 43,30        | 18,50               | 450              | 1965      | Cantieri Navali Breda (Venezia)                        |                                                                                   |
| San Carlo            |          | Motonave-Traghetto |          | 8,50          | 41,50        | 17,00               | 330              | 1951      | Cantieri Moncalvi (Pavia)                              |                                                                                   |
| Sempione             |          | Motonave-Traghetto |          | 10,80         | 54,30        | 21,00               | 600              | 1976      | Cantiere C.R.N. (Ancona)                               |                                                                                   |
| Ticino               |          | Motonave-Traghetto |          | 9,40          | 54,22        | 24,00               | 844              | 1996      | Cantiere Navale Ferrari (La Spezia)                    |                                                                                   |
| Verbania             |          | Motonave-Traghetto |          | 10,80         | 54,00        | 22,00               | 1 100            | 1986      | Cantiere C.R.N. (Ancona)                               |                                                                                   |
| Enrico Fermi         |          | Aliscafo           |          | 5,85          | 28,72        | 55,00               | 180              | 1984      | Rodriquez Cantieri Navali (Messina)                    |                                                                                   |
| Freccia dei giardini |          | Aliscafo           |          | 5,85          | 26,77        | 55,00               | 170              | 1980      | Cantiere Navaltecnica (Messina)                        |                                                                                   |
| Carducci             |          | Catamarano         |          | 5,90          | 23,7         | 50,00               | 162              | 1990-2001 | Cantiere Navale Clemna (La Spezia)                     |                                                                                   |
| Foscolo              |          | Catamarano         |          | 5,90          | 23,7         | 50,00               | 162              | 1990-2001 | Cantiere Navale Clemna (La Spezia)                     |                                                                                   |
| Leopardi             |          | Catamarano         |          | 5,99          | 27,70        | 51,85               | 300              | 2001-2002 | Cantiere Navale SIMAN (La Spezia)                      |                                                                                   |
| Pascoli              |          | Catamarano         |          | 5,99          | 27,70        | 51,85               | 300              | 2001-2002 | Cantiere Navale SIMAN (La Spezia)                      |                                                                                   |

### Lago di Garda
Presso la Direzione di Esercizio Navigazione Lago di Garda sono in servizio 28 navi.

### Lago di Como
Presso la Direzione di Esercizio Navigazione Lago di Como sono in servizio 34 navi.

## Numeri

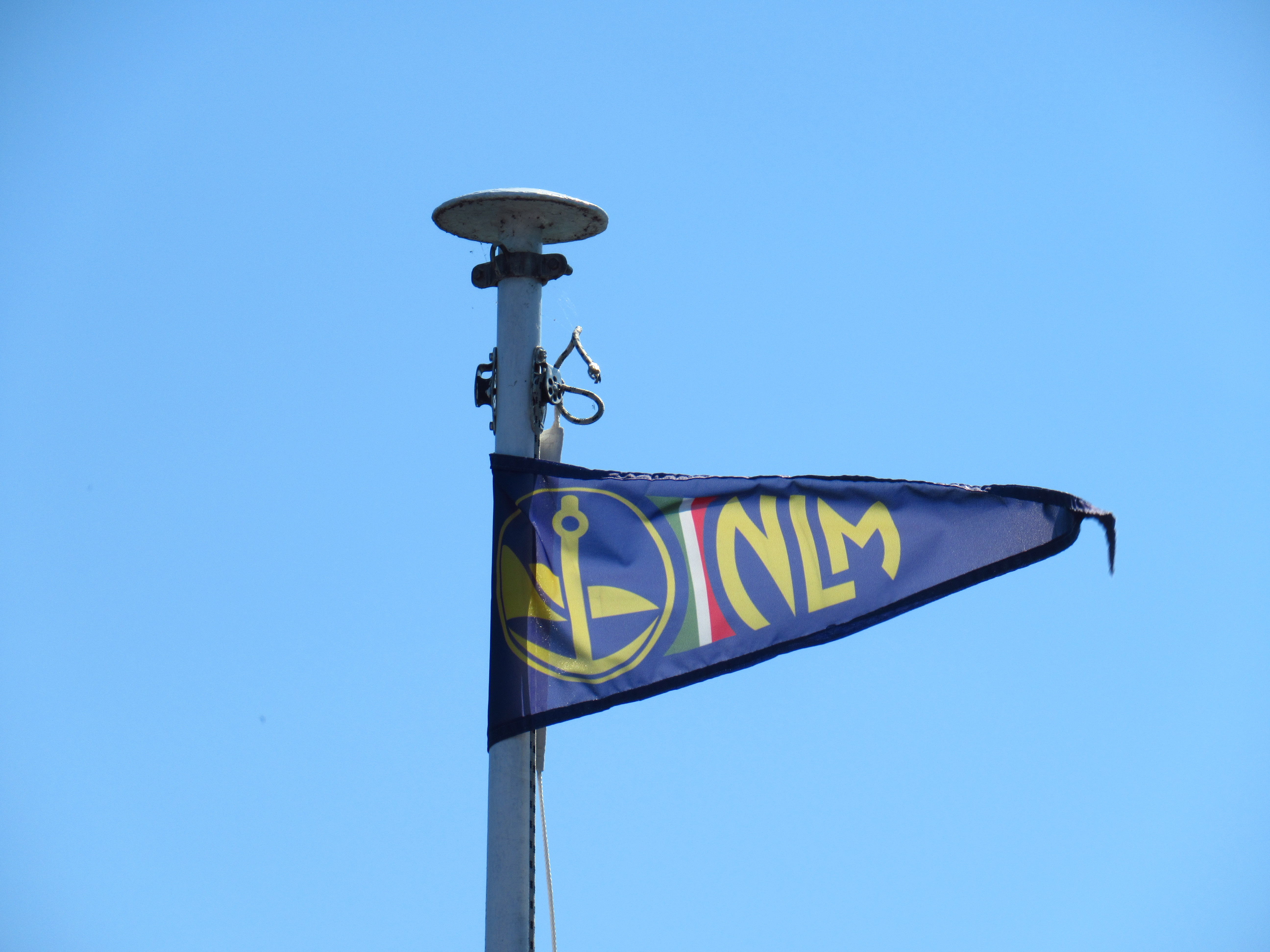
Bandiera di bompresso della motonave Daino (lago Maggiore)

Nel 2010 ha prodotto ricavi per un totale di 30 milioni di euro, a fronte però di costi per circa 60 milioni, motivo per cui riceve ogni anno un contributo da parte dello Stato pari a 19 milioni di euro nel 2012 (26 circa negli anni precedenti).
Ha trasportato circa 6-7 milioni di passeggeri nel 2016. grazie ad una flotta di 98 natanti (28 sul lago di Garda, 34 sul lago di Como, 36 sul lago Maggiore) che toccano 113 scali con il lavoro di 800 dipendenti.
Nel 2017 ha trasportato circa 9,7 milioni di passeggeri.
Nel 2018 viene annunciato un piano per la ristrutturazione della flotta con la costruzione di una motonave da 250 posti ad alimentazione diesel elettrica per il lago Maggiore (che arriverà nel 2019) e una gara per la costruzione di 3 motonavi ad alimentazione diesel elettrica ibrido per tutti e 3 i laghi (che arriveranno nel 2022).
Nel 2019 le motonavi Sparviero e Condor vengono trasferite dal Lago di Garda al Lago di Como (Sparviero) e al Lago Maggiore (Condor) mentre l'aliscafo Lord Byron viene trasferito dal Lago Maggiore al Lago di Como.
Nel gennaio 2020 è varata ad Arona la motonave Topazio da 200 passeggeri, la prima motonave a predisposizione ibrida.
Nel marzo 2020, a seguito della pandemia di COVID-19 e per sostenere la propria economia, la società revoca il bando di gara da €2.850.000, oltre Iva, per la fornitura di un sistema di propulsione bidirezionale di tipo ibrido e le attività di installazione a bordo del traghetto Adamello, appartenente alla flotta della Navigazione Lago di Garda, mentre viene aggiudicato il rifacimento totale della motonave Iris del Lago di Como.
Il 4 giugno 2020 a Peschiera del Garda (VR), viene inaugurata la nuova motonave Pelèr da 350 passeggeri per il lago di Garda, il suo nome deriva dal vento Pelèr che la mattina soffia da nord verso sud nel lago.

## Struttura

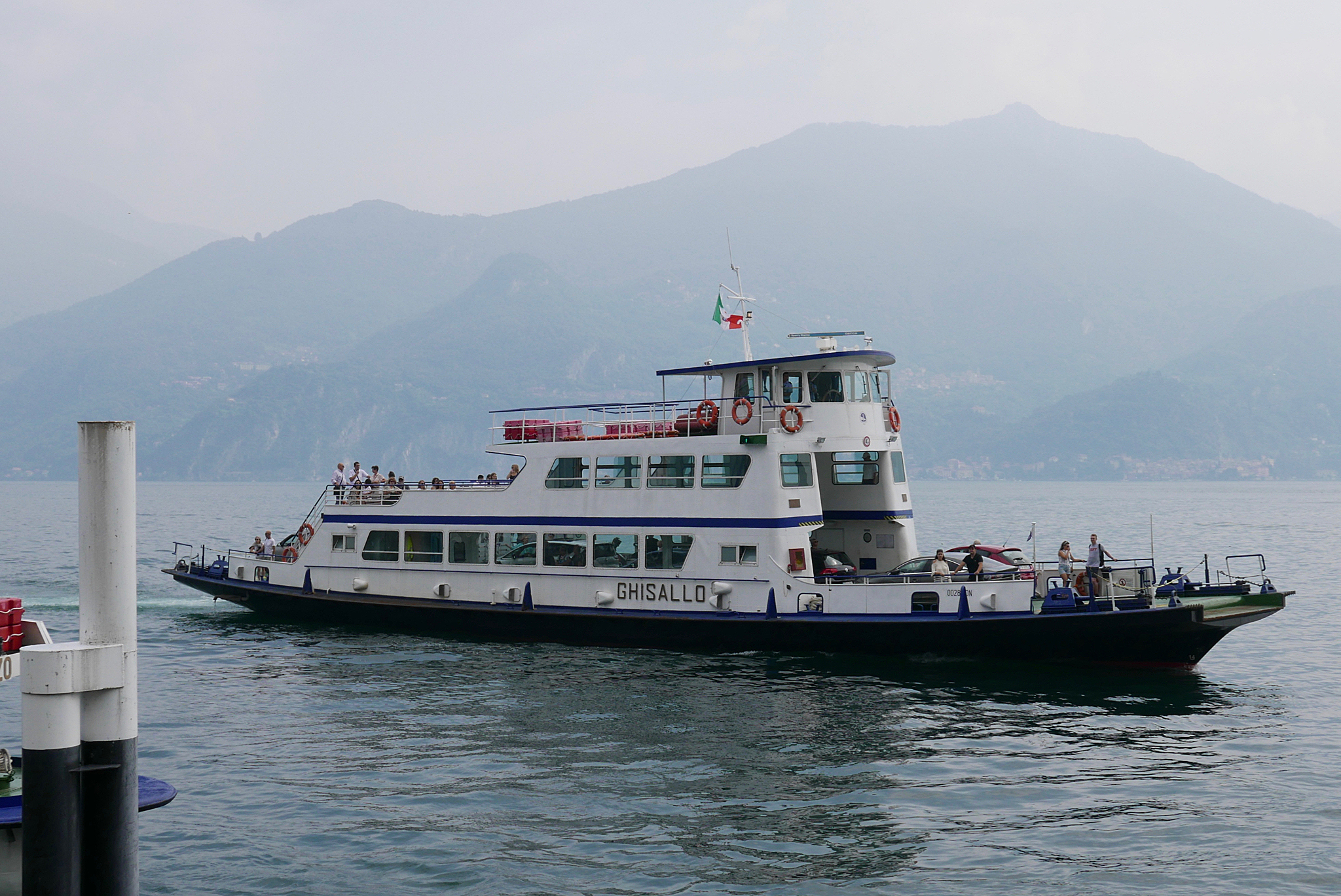
Motonave traghetto Ghisallo in arrivo a Menaggio (2019).

Gestione Navigazione Laghi ha Direzione Generale a Milano e Direzioni di Esercizio ad Arona (per il Lago Maggiore), Como e Desenzano del Garda.
Interloquisce con il Ministero delle infrastrutture e dei trasporti tramite il Dipartimento per i Trasporti, la Navigazione ed i Sistemi Informativi e Statistici - Direzione Generale per il Trasporto Marittimo e per Vie d'Acqua Interne.
Possiede una flotta di 99 natanti suddivisi in 29 sul lago di Garda, 35 sul lago di Como e 35 sul lago Maggiore.
La flotta è composta da 2 piroscafi, 56 motonavi, 9 aliscafi, 12 catamarani e 18 traghetti.